# Victor Crivoi
Victor Crivoi (født 25. maj 1982 i Bukarest, Rumænien) er en rumænsk tennisspiller, der blev professionel i 2002. Han har, pr. maj 2009, endnu ikke vundet nogen ATP-turneringer.
Crivoi er 185 cm. høj og vejer 75 kilo.